# Fire from the Gods
Fire from the Gods es una banda estadounidense de rap metal formada en el Austin, Texas en 2007. La banda actualmente firmó con Better Noise y está formada por el guitarrista principal Drew Walker, el bajista Bonner Baker, el guitarrista rítmico y corista Jameson Teat, el baterista Richard Wicander y el vocalista principal Myke Terry.
La banda ha lanzado tres álbumes de larga duración hasta la fecha: Narrative (2016), American Sun (2019), Soul Revolution (2022).

## Historia

### Formación, primeros años y cambios de alineación (2007–2015)
Fire from the Gods se formó en Austin, Texas en 2007 por los guitarristas Drew Walker y Tony Esparza, el bajista Bonner Baker, el tecladista Jebediah Roper, el baterista Chad Huff y el vocalista Michael Vincent, quienes se unieron después de una batalla local de bandas. Ese mismo año lanzaron una demostración, cuya portada mostraba a su vocalista y teclista en ese momento. Su vocalista original era Michael Vincent, quien todavía tiene las grabaciones de su EP "Sweet Lasting Revenge" en su cuenta personal de YouTube, que también parece haber sido anteriormente la página oficial de la banda. Su género musical y sus influencias fueron descritos como "una combinación de hip-hop, metal y hardcore".
En 2013, Judson Curtis reemplazó a Chad Huff en la batería a tiempo para el EP Sweet Lasting Revenge y Michael Vincent sería reemplazado en la voz por Eric July para el EP Politically Incorrect (2013). A finales de 2013, Jameson Teat y Richard Wicander reemplazaron a Tony Esparza y Judson Curtis en la guitarra rítmica y la batería respectivamente. Chris Mardis fue contratado originalmente como vocalista suplente después de la salida de Eric July al mismo tiempo, pero luego permaneció a bordo cuando la banda agregó oficialmente a AJ Channer en 2014.

### NarrativeyNarrative Retold(2015–2019)
El 12 de octubre de 2015, Fire from the Gods lanzó "Pretenders", su primer sencillo con Rise Records. La versión única de la canción incluía a Channer y Mardis en las voces. Tras la salida de Mardis en 2016 mientras FFTG estaba grabando Narrative, Channer se convirtió en el único vocalista.
Narrative, el álbum debut de larga duración de la banda, fue producido por David Bendeth y lanzado el 26 de agosto de 2016 a través de Rise. El álbum contenía los exitosos sencillos "Excuse Me" y "End Transmission" y abordó temas controvertidos como el racismo y el abuso de poder.
En 2017, el álbum fue relanzado como Narrative Retold con la adición de dos nuevas canciones, "The Voiceless" y "The Taste", ambas producidas por Jonathan Davis de Korn. Tras el lanzamiento de Narrative Retold, la banda se fue de gira con Born of Osiris, Volumes, Within the Ruins, Oceans Ate Alaska y más tarde con P.O.D., Alien Ant Farm y Powerflo.
En 2018, Fire from the Gods apoyó actos como Sevendust, Of Mice & Men, Memphis May Fire e In Flames en fechas seleccionadas de sus respectivas giras como cabezas de cartel en Estados Unidos.

### American Sun(2019–2021)
En 2019, la banda firmó con el sello discográfico Eleven Seven del guitarrista de Five Finger Death Punch, Zoltan Bathory, y lanzó su segundo álbum American Sun el 1 de noviembre de 2019, producido por Erik Ron. El álbum fue precedido por los sencillos "Truth To the Weak (Not Built To Collapse)" (lanzado el 26 de julio de 2019), "Right Now" (30 de agosto de 2019) y "Make You Feel It" (4 de octubre de 2019). También contiene la canción "They Don't Like It" con Sonny Sandoval de P.O.D. American Sun, al igual que Narrative, aborda cuestiones como el malestar político, la sobrecarga tecnológica, la discordia política y la apatía medioambiental.
En julio de 2019, Fire from the Gods realizó una gira apoyando a Five Finger Death Punch junto a In This Moment. Coincidiendo con el lanzamiento de American Sun, la banda apoyó a Five Finger Death Punch, junto a Bad Wolves y Three Days Grace, en una gira que comenzó con shows consecutivos en el Joint del Hard Rock Hotel los días 1 y 2 de noviembre. 2019.
El 18 de junio de 2021, la banda lanzó un EP American Sun: Reimagined de cuatro pistas.
El 27 de agosto de 2021, se lanzó la canción "Victory (con Matt B. de From Ashes to New)" como último sencillo de apoyo a American Sun.

### Soul Revolution(2021–presente)
En diciembre de 2021, AJ Channer anunció en el podcast de Lonestar Collective que la banda entraría al estudio en enero de 2022 para comenzar a grabar su tercer álbum.
En marzo-abril de 2022, FFTG realizó una gira por Estados Unidos apoyando a From Ashes to New en su gira Still Panicking junto a Blind Channel, Kingdom Collapse y Above Snakes. De agosto a octubre de 2022, la banda realizó una gira como acto secundario de Five Fingers Death Punch en su gira principal por Estados Unidos junto a Megadeth y The HU.
El tercer álbum de la banda Soul Revolution, coproducido por Erik Ron y Richard Wicander, fue lanzado el 28 de octubre de 2022 a través de Better Noise Music con críticas positivas. Fue precedido por los sencillos "SOS" (lanzado el 3 de junio de 2022), "Soul Revolution" (15 de julio de 2022), "Thousand Lifetimes" (26 de agosto de 2022) y "World So Cold" (30 de septiembre de 2022).
En febrero-marzo de 2023, FFTG realizó una gira como acto secundario de la gira The Deathrattle Tour de Norma Jean en Estados Unidos junto a Greyhaven.
La canción "Thousand Lifetimes" se volvió a grabar con Corey Glover de Living Color y se relanzó como sencillo el 17 de febrero de 2023.
En 2025, el vocalista Myke Terry, anteriormente de Volumes, reemplazó a Channer como líder.

## Miembros
| Miembros actuales - Myke Terry – Voz principal (2025–presente) - Drew Walker – Guitarra líder (2007–presente) - Jameson Teat – Guitarra rítmica (2013–presente) - Bonner Baker – Bajo (2007–presente) - Richard Wicander – Batería (2013–presente) | Miembros anteriores - Chad Huff – Batería (2007–2011) - Jebediah Roper – Teclado (2007–2009) - Michael Vincent – Voz principal (2007–2012) - Eric July – Voz principal (2012–2013) - Tony Esparza – Guitarra rítmica (2007–2013) - Judson Curtis – Batería (2011–2013) - Chris Mardis – Voz principal, teclado (2013–2014) - AJ Channer – Voz principal (2014–2025) |

Línea del tiempo

## Discografía

### Álbumes de estudio
| Título          | Detalles                                                    | Posiciones | Posiciones | Posiciones | Posiciones | Posiciones |
| Título          | Detalles                                                    | US Dig.    | US Hard    | US Heat.   | US Indie.  | US Sale.   |
| --------------- | ----------------------------------------------------------- | ---------- | ---------- | ---------- | ---------- | ---------- |
| Narrative       | - Lanzamiento: 6 de julio de 2016 - Sello: Rise             | —          | 16         | 17         | 46         | —          |
| American Sun    | - Lanzamiento: 1 de noviembre de 2019 - Sello: Eleven Seven | 22         | —          | 6          | 20         | 79         |
| Soul Revolution | - Lanzamiento: 28 de octubre de 2022 - Sello: Better Noise  | —          | —          | —          | —          | —          |

### EPs
- Fire From the Gods - Demo (2007)
- Sleeping with Anchors and Mirrors (2010)
- Sweet Lasting Revenge (2011)
- Politically Incorrect (2013)
- American Sun: Reimagined (2021)
- Soul Revolution: Acoustic Vibes (2023)

### Sencillos
| Año  | Canción                                                  | Posiciones | Posiciones | Posiciones | Álbum                 |
| Año  | Canción                                                  | US Air.    | US Main.   | US Rock    | Álbum                 |
| ---- | -------------------------------------------------------- | ---------- | ---------- | ---------- | --------------------- |
| 2013 | "Smoke Screen"                                           | —          | —          | —          | Politically Incorrect |
| 2015 | "EAT"                                                    | —          | —          | —          | N/A                   |
| 2015 | "Pretenders"                                             | —          | —          | —          | Narrative             |
| 2016 | "Excuse Me"                                              | —          | —          | —          | Narrative             |
| 2016 | "End Transmission"                                       | —          | —          | —          | Narrative             |
| 2017 | "The Voiceless"                                          | —          | —          | —          | Narrative Retold      |
| 2017 | "The Taste"                                              | —          | —          | —          | Narrative Retold      |
| 2019 | "Truth to the Weak (Not Built to Collapse)"              | —          | —          | —          | American Sun          |
| 2019 | "Right Now"                                              | 26         | 6          | 48         | American Sun          |
| 2020 | "American Sun"                                           | —          | —          | —          | American Sun          |
| 2021 | "Victory" (con Matt Brandyberry de From Ashes to New)    | —          | —          | —          | American Sun          |
| 2022 | "SOS"                                                    | —          | —          | —          | Soul Revolution       |
| 2022 | "Soul Revolution"                                        | —          | —          | —          | Soul Revolution       |
| 2022 | "Thousand Lifetimes"                                     | —          | —          | —          | Soul Revolution       |
| 2022 | "World So Cold"                                          | —          | —          | —          | Soul Revolution       |
| 2023 | "Thousand Lifetimes" (con Corey Glover de Living Colour) | —          | —          | —          | Soul Revolution       |

### Apariciones especiales
- Ill Niño
  - "Máscara" (con AJ Channer de Fire from the Gods) (Sencillo, 2020)[28]

- Islander
  - It's Not Easy Being Human (2020)
    - "Freedom" (con AJ Channer de Fire from the Gods)[29]

- Kerosene Shores
  - "Glimpse In Your Mirror" (con AJ Channer de Fire from the Gods) (Sencillo, 2020)[30]

- Dear Desolate
  - "Voyager" con AJ Channer de Fire from the Gods (Sencillo, 2021)[31]

- Tallah
  - The Generation of Danger (2022)
    - "Vanilla Paste"  (con Fire From The Gods, Chelsea Grin, Guerrilla Warfare)[32]

- Hyro the Hero
  - Kids Against the Monsters (2022)
    - "FU2" (con AJ Channer de Fire from the Gods)[33]

- Memphis May Fire
  - Remade in Misery (2022)
    - Only Human (con AJ Channer de Fire from the Gods)[34]

### Videos musicales
| Año  | Título                                         | Director (es)               | Ref.   |
| ---- | ---------------------------------------------- | --------------------------- | ------ |
| 2013 | "Smoke Screen"                                 | Albert Gonzalez             | [ 35 ] |
| 2014 | "The Capitalist"                               | Albert Gonzalez & John Hale | [ 36 ] |
| 2016 | "Excuse Me"                                    | Scott Hansen                | [ 37 ] |
| 2016 | "End Transmission"                             | Scott Hansen                | [ 38 ] |
| 2017 | "The Voiceless"                                | Ramon Boutviseth            | [ 39 ] |
| 2018 | "Evolve"                                       | AJ Channer                  | [ 40 ] |
| 2019 | "Right Now"                                    | Tom Flynn                   | [ 41 ] |
| 2019 | "American Sun"                                 | Wombat Fire                 | [ 42 ] |
| 2020 | "Break the Cycle"                              | Wombat Fire                 | [ 43 ] |
| 2021 | "Victory (feat. Matt B. of From Ashes to New)" | Wombat Fire                 | [ 44 ] |
| 2021 | "American Sun (Reimagined)"                    | Wombat Fire                 | [ 45 ] |
| 2022 | "SOS"                                          | Wombat Fire                 | [ 46 ] |
| 2022 | "Thousand Lifetimes"                           | Wombat Fire                 | [ 47 ] |
| 2022 | "World So Cold"                                | Wombat Fire                 | [ 48 ] |
| 2022 | "Love is Dangerous"                            | Wombat Fire                 | [ 49 ] |